# Hughes H-4 Hercules

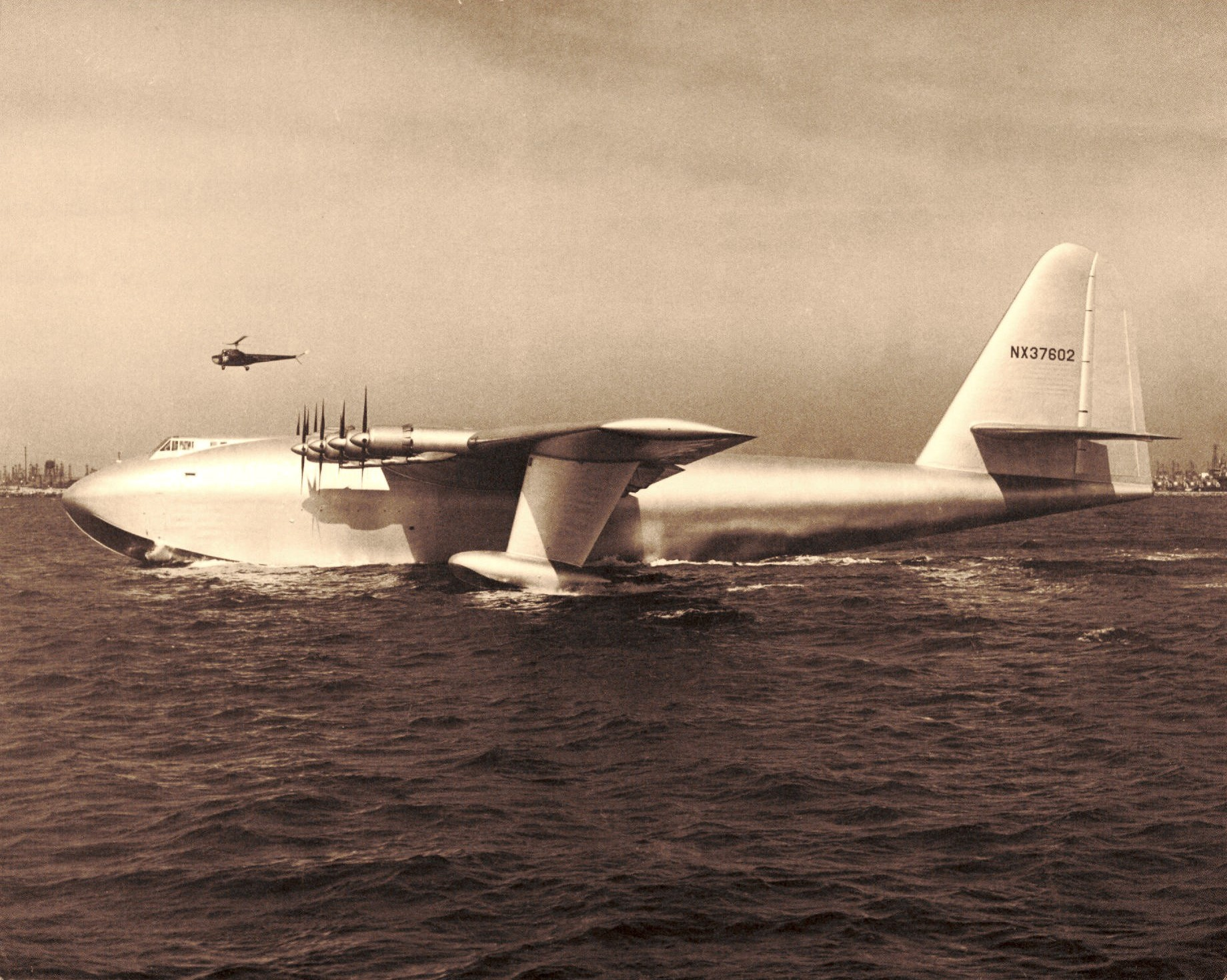
Hughes H-4 Hercules

Hughes H-4 Hercules, finanțat de Howard Hughes, este cel mai mare hidroavion din lume.
A fost creat initial pentru cel de-al doilea razboi mondial, dar constructia acestei aeronave s-a incheiat dupa terminarea razboiului.